# خلیج کادیس

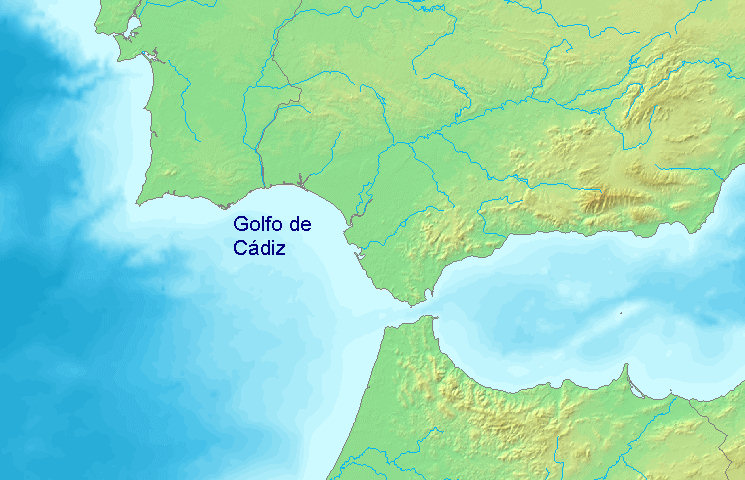
نقشه خلیج کادیس.

خلیج کادیس (اسپانیایی: Golfo de Cádiz‎) شاخه‌ای از اقیانوس اطلس بین کابو دو سانتا ماریا، جنوبی‌ترین نقطه از سرزمین اصلی پرتغال و دماغه ترافالگار در انتهای غربی تنگه جبل‌الطارق است.
دو رودخانه بزرگ، گوادالکیبیر و گوادیانا، و همچنین رودخانه‌های کوچکتر مانند ادیل، تینتو و گوادالته از اینجا به اقیانوس می‌رسند.
این خلیج توسط کناره‌های ایبری جنوبی و شمال مراکش، در غرب تنگه جبل الطارق محصور شده‌است.